# Jenny from the Block
Jenny from the Block è un brano scritto da Jennifer Lopez, Jean Claude "Poke" Olivier, Samuel Barnes, Troy Oliver, Andre "Mister Deyo", Lawrence Parker, Simon Sterlin, e Jose Fernando Arbex Miro per il terzo album This Is Me... Then del 2002. Prodotto da Cory Rooney, Oliver, e Poke & Tone, vede la partecipazione dei rapper Styles P e Jadakiss. Pubblicato come primo singolo dell'album nell'autunno del 2002, il singolo ha raggiunto la posizione #1 in Argentina e Canada, ed è entrato nella top ten della maggior parte delle classifiche in cui è apparso.
Il tema del brano è il contrasto della vita di Jennifer Lopez come "diva" con il suo passato vissuto nel Bronx. La cantante nel brano dichiara che, nonostante il successo ed i soldi lei è ancora "Jenny from the block" ("Jenny del quartiere"), cosa che le è costata qualche accusa di ipocrisia da parte della critica. 

## Composizione
La parte strumentale del brano contiene campionamenti presi da diversi pezzi: nell'introduzione è presente un sample della canzone Heaven and Hell Is on Earth della 20th Century Steel Band del 1975, mentre il ritornello usa un'interpolazione di Hijack di Enoch Light, cover del brano omonimo dei Barrabás
del 1974. Nel bridge è presente un ulteriore campionamento, tratto dal pezzo del 1987 South Bronx dei Boogie Down Productions. Diverse polemiche furono sollevate dai Beatnuts, che accusarono la Lopez di aver plagiato la base del loro singolo del 1999 Watch Out Now, anch'esso basato sullo stesso sample di Hijack, e nel 2004 hanno perfino registrato una canzone, Confused Rappers, dove hanno insultato pesantemente la cantante.

## Video musicale
Il video, diretto da Francis Lawrence, ruota attorno al media che invadono la vita di Lopez, in particolare la sua relazione con l'allora fidanzato Ben Affleck.
Parlando del video, Melissa Ng di The Spectator ha scritto: «Prima che le celebrità diventino star, sognano di ottenere fama, fortuna ed essere sotto i riflettori [sic] Jennifer Lopez ha pubblicato un video per il suo singolo, Jenny from the Block. Il video parla fondamentalmente di come non riesca a trovare la privacy con il suo fidanzato Ben Affleck. Molto glamour è associato alla fama e alla fortuna; tuttavia, insieme a quel glamour arriva anche la perdita della privacy». Justine Ashley Costanza di International Business Times ha scritto nel 2012: «Quando la Lopez era fidanzata con l'attore sano, decise che sarebbe stato meglio fare un video su quanto fossero dure le loro vite. La povera J-Lo non poteva sdraiarsi sul suo yacht, essere adorata in una vasca idromassaggio o indossare il suo anello di fidanzamento da un milione di dollari senza che qualcuno le scattasse una foto. Non è facile essere superstar eccessivamente ricche. La premessa del video mostra Lopez che affronta i pericoli della fama nell'unico modo che conosce... togliendosi la maggior parte di ciò che indossa».

## Tracce
UK CD #1 (673357)

(Rilascio: 19 novembre 2002)
1. "Jenny from the Block" [Rap a Cappella] – 2:59
2. "Alive" [Thunderpuss Radio Mix] – 4:18
3. "Play" [Thunderpuss Club Mix] – 8:19

UK CD #2 (673357)

(Rilascio: November 19, 2002)
1. "Jenny from the Block" [Track Masters Remix] – 3:09
2. "Jenny from the Block" [Album Version] – 3:08
3. "Love Don't Cost a Thing" [HQ2 Vocal Club]

Australia CD Single (673281)

(Rilascio: 26 novembre 2002)
1. "Jenny from the Block" [Track Masters Remix] – 3:09
2. "Jenny from the Block" [Rap a Cappella] – 2:59
3. "Jenny from the Block" [Bronx Remix (No Rap) Edit] – 2:50
4. "Alive" [Thunderpuss Club Mix] – 8:56

### Remix
Favulous nel 27 set 2015 ha rilasciato un remix di Jenny from the Block sul canale Frequency Alternative, riscuotendo così tanto successo da avere più di 1.000.000 di visualizzazioni.

## Classifiche
| Classifica (2002) | Posizione massima |
| ----------------- | ----------------- |
| Australia         | 5                 |
| Austria           | 7                 |
| Belgio (Fiandre)  | 7                 |
| Belgio (Vallonia) | 6                 |
| Canada            | 1                 |
| Danimarca         | 3                 |
| Finlandia         | 18                |
| Francia           | 5                 |
| Germania          | 7                 |
| Giappone          | 95                |
| Irlanda           | 12                |
| Italia            | 4                 |
| Nuova Zelanda     | 6                 |
| Norvegia          | 5                 |
| Paesi Bassi       | 4                 |
| Spagna            | 2                 |
| Svezia            | 7                 |
| Svizzera          | 4                 |
| Regno Unito       | 3                 |
| Stati Uniti       | 3                 |